# Résolution 370 du Conseil de sécurité des Nations unies
Membres permanents
- Chine
- États-Unis
- France
- Royaume-Uni
- URSS

Membres non permanents
- RSS de Biélorussie
- Cameroun
- Costa Rica
- Guyana
- Iraq
- Italie
- Japon
- Mauritanie
- Suède
- Tanzanie

Résolution no 369 Résolution no 371
La résolution 370 du Conseil de sécurité des Nations unies fut adoptée le 13 juin 1975. Le Conseil a prolongé le stationnement de la Force des Nations unies chargée du maintien de la paix à Chypre jusqu'au 15 décembre 1975. Cette prolongation a eu lieu à la suite de l'invasion turque de Chypre. 
Le Conseil a exhorté le secrétaire général à poursuivre la mission qui lui avait été confiée par la résolution 367 et à lui soumettre un rapport intermédiaire pour le 15 septembre, et un rapport définitif au plus tard le 15 décembre.
La résolution a été adoptée par 14 voix contre zéro, la république populaire de Chine n'a pas participé au vote.